# Прапор Рима
Прапор Рима (італ. Bandiera di Roma), столиці Італії, являє собою двоколірний прямокутник, поділений на дві вертикальні смуги однакового розміру: червоно-фіолетову зліва та вохристо -жовту праворуч.

## Дизайн
Цивільний прапор Риму розділений на дві вертикальні смуги однакового розміру, червоно-фіолетову зліва та охристо-жовту праворуч. 
Державний прапор міста містить герб, розміщений у центрі. Він складається з жовтого (золотого) грецького хреста біля верхнього лівого кута та праворуч жовтих (золотих) літер SPQR (абревіатура від Senatus Populusque Romanus, що перекладається з латинської як Римський сенат і народ), розташованих по діагоналі, з верхнього лівого кута вниз праворуч, через червону накладку (щит) у стилі праскоподібного щита з квадратною верхньою частиною та гострою основою. На верхній частині щита розміщена жовта (золота) відкрита корона, корона з п'ятьма квітами та червоними, білими та зеленими коштовностями.  

## Історія
З часів Середньовіччя місто Рим використовувало червоно-фіолетовий прапор із жовтим (золотим) грецьким хрестом біля верхнього правого кута, а праворуч жовтими (золотими) літерами SPQR (абревіатура від Senatus Populusque Romanus, що перекладається як від латини до Римський сенат і народ ), розташовані по діагоналі банеру, від верхнього лівого до нижнього правого кута. 
Вважається, що сучасний дизайн прапора з червоними та жовтими вертикальними смугами був представлений у 1870 році, коли місто було включено до Королівства Італія. У 1884 році місто офіційно запровадило свій герб, який згодом почав відображатися на варіанті державного прапора. Його дизайн базувався на настінному різьбленні XIV століття, яке зображало найдавніше зображення міського герба. Кольори були засновані на прапорі. У центрі герба був червоно-фіолетовий овал із зображенням жовтого (золотого) грецького хреста у верхньому лівому куті, а праворуч жовті (золоті) літери SPQR (абревіатура від Senatus Populusque Romanus, що перекладається як від латини до Римський сенат і народ), розташовані по діагоналі, з верхнього лівого кута внизу праворуч, поперек овалу. Овал був розміщений у жовтій (золотистій) накладці в стилі бароко з верхньою частиною вуха-завитка та лопатевою основою. Над ним була жовта (золота) відкрита корона з п'ятьма квітами та коронними коштовностями. Senatus Popolusque Romanus (SPQR) був офіційно прийнятий девізом міста 26 серпня 1927 року. 
Дизайн герба використовувався з 1884 по 2004 рік, коли його було замінено поточним, спрощеним дизайном, включаючи зміну на спрощену червону накладку (щит) у стилі праскоподібного щита з квадратною вершиною та гострою основою. Згодом новий малюнок почав з’являтися на цивільному прапорі. 

Прапор, який використовувався до 2004 року, мав у центрі герб у стилі бароко із сувійною рамкою та квітковою короною, досить різноманітної форми. Зазвичай він виставлявся в Палаццо Сенаторіо, представництві муніципалітету Риму на площі Кампідольо. Відомі прапори з гербами ще складнішими за наведений, взяті зі скульптурних зразків.

Прапор Риму, який використовувався в Середньовіччі.
Державний прапор Риму, який використовувався з 1884 по 2004 рік.
Гонфалон з усіма зовнішніми прикрасами